# Asellus alaskensis
Asellus alaskensis és una espècie de crustaci isòpode pertanyent a la família dels asèl·lids.

## Hàbitat i distribució geogràfica
És una espècie d'aigua dolça i epigea, la qual es troba a uns llacs (de menys de 2 m de fondària) que hi ha entre els rius Yukon i Kuskokwim (Alaska, els Estats Units).